# Hybrizon juncoi
Hybrizon juncoi är en stekelart som först beskrevs av Ceballos 1957.  Hybrizon juncoi ingår i släktet Hybrizon och familjen brokparasitsteklar. Inga underarter finns listade i Catalogue of Life.